# Centro de Pesquisa e Desenvolvimento em Ciências da Saúde
O Centro de Pesquisa e Desenvolvimento em Ciências da Saúde (CIDICS) da Universidad Autónoma de Nuevo León (UANL), é uma instituição que desenvolve pesquisas científicas nas áreas de saúde, biomedicina e biotecnologia, sediada em um prédio de seis andares, com 15.500 m2, no interior do campus de Ciências da Saúde da UANL, em Monterrey, Nuevo León, México.

## História
Sua construção foi iniciada em dezembro de 2006, pelo ex-Secretário Geral e atual ex-Reitor da UANL, Dr. Jesus Ancer Rodriguez  juntamente com um grupo de líderes universitários. Iniciou suas atividades em 29 de setembro de 2009. O CIDICS foi concebido como um centro multidisciplinar, e desenvolve seus trabalhos com o intuito de reunir pesquisadores da UANL na área de saúde.
A equipe de pesquisa é composta por professores das Faculdades de Medicina, Odontologia, Ciências Biológicas, Medicina Veterinária e Zootecnia, Ciências Químicas, de Saúde Pública e Nutrição, Psicologia, Enfermagem, Organização Esportiva, do Hospital Universitário e também do Centro Universitário de Saúde e Serviços Médicos da Universidade.

## Missão

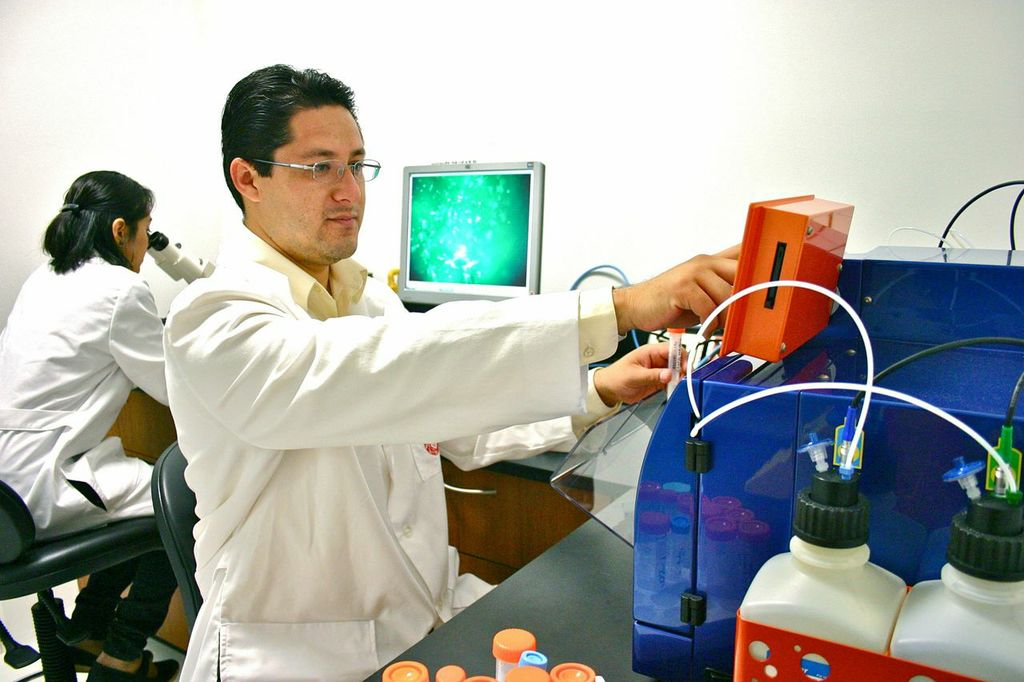
Laboratório de terapia genética e celular

Desenvolver pesquisas científicas e tecnológicas voltadas à solução de problemas prioritários da saúde com a integração de ciência básica, clínica e de saúde pública, para o desenvolvimento científico, inovador e competitivo da região nordeste do México. 
Possui equipes multidisciplinares para a realização de pesquisas científicas e ensino de pós-graduação em colaboração com outros centros acadêmicos da UANL, de outras universidades, do setor produtivo do México e de outros países.
O CIDICS vincula o desenvolvimento de negócios de biotecnologia a uma economia baseada no conhecimento.

## Visão
O CIDICS se propõe a ser um centro de excelência com os mais altos padrões de qualidade nacional e internacional para a formação de cientistas e pesquisadores, para a geração e difusão de conhecimento, desenvolvimento e inovação tecnológica, num âmbito de cooperação internacional e globalização líder, em pesquisa e desenvolvimento na área da saúde.

## Estrutura

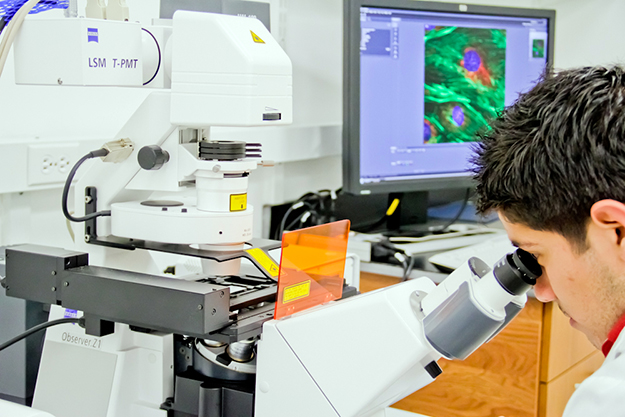
Unidade de Bio-Imagem

Dr. Carlos E. Medina De la Garza é o diretor, Eng. Felipe E. Garza Garcia é o coordenador administrativo e Dra. Dora Elia Cortés Hernández  é a coordenadora acadêmica.
O gabinete da direção conta com as seguintes unidades: Gestão do Conhecimento, Relações Públicas, Informação e Imagem e Gabinete de Biossegurança. O CIDICS possui também Comitês de Bioética, Biossegurança e Pesquisa Científica.
Os grupos de trabalho estão organizados nas seguintes unidades de pesquisa:
Bioética, Bio-Imagem, Modelos Biológicos, Pesquisa Farmacológica e Clínica, Pesquisa em Odontologia Integral e Especialidades, Patógenos Emergentes e Vetores, Terapias Experimentais, Psicologia da Saúde, Enfermagem (Prevenção do HIV-ETS), Imunomoduladores, Influenza e Patógenos Respiratórios, Genômica, Neurociências, Pesquisa em Saúde Pública, Vacinologia, Engenharia de Tecidos.
Existe ainda uma unidade independente de Bioestatística e Matemática pertencente ao Centro de Investigaciones em Matemáticas, (CIMAT), entidade custeada pelo Consejo Nacional de Ciencia y Tecnología (CONACyT).

## Infraestrutura

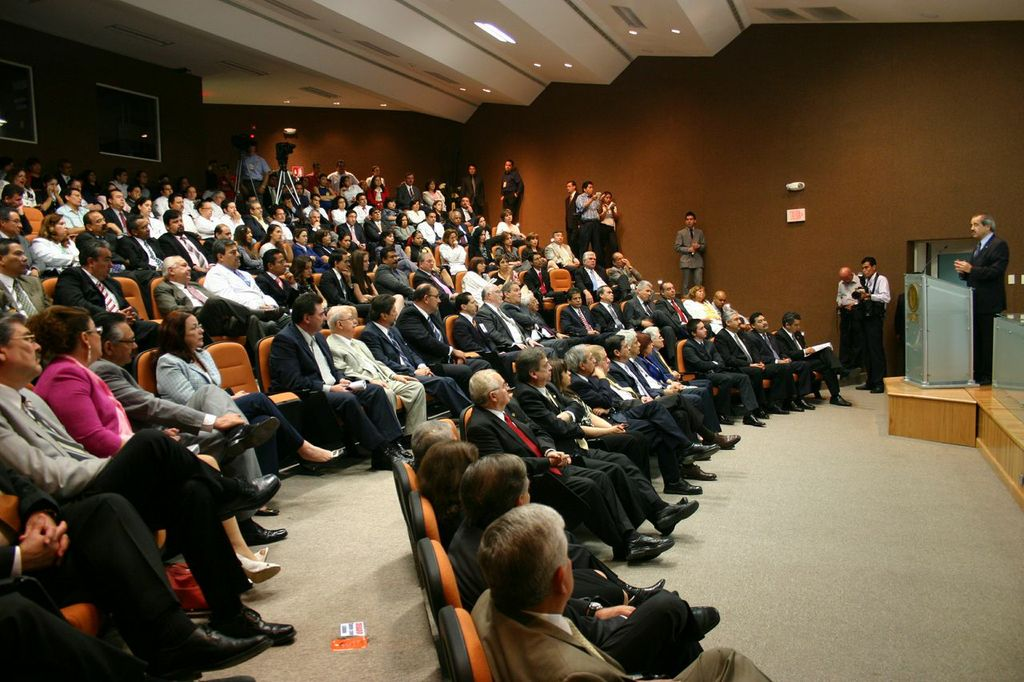
Público

Em sua infraestrutura de laboratório, o CIDICS apresenta; 
Auditório com capacidade para 200 pessoas e salas de reuniões para apoiar atividades de extensão acadêmica e científica (conferências, simpósios, workshops, etc.).
Os aparelhos que compõem o equipamento do CIDICS, possibilitam a geração de novos conhecimentos, produtos e serviços através das mais recentes tecnologias em um ambiente ético e de alta qualidade, também é possível fornecer capacitação para outros centros de formação e / ou pesquisadores em aplicação de ferramentas genômicas com equipes como Sequencer FLX TITANIUM 454, Affymetrix, TaqMan, Open Array, qPCR, e IonTorrent que são usados para sequenciação em massa de genoma inteiro.
A cultura de células-tronco e terapia gênica está dirigida para estudar possibilidades terapêuticas de regeneração óssea e no combate ao câncer .
Em Epidemiologia e Saúde Pública colabora-se com 12 municipalidades e com o governo do estado de Nuevo León .
São desenvolvidas ainda pesquisas em problemas de sono, psico-oncologia, stress, vícios e dependência psicológica.
O CIDICS possui equipes de arbitragem, bioética e biossegurança.